# Sanne Näsling
Sanne Näsling, född 1983, är en svensk författare och översättare av barn- och ungdomslitteratur. Hon är utbildad vid Biskops-Arnös författarskola och har även studerat litteraturvetenskap. 
Hennes debutroman Kapitulera omedelbart eller dö utgavs 2011 på bokförlaget Rabén och Sjögren. Boken kretsar kring vänskapen mellan två femtonåriga tjejer.
För romanen tilldelades hon debutantpriset Slangbellan 2011. Juryns motivering löd: "Sanne Näsling har med ett originellt språk och en stilsäkerhet långt utöver debutantens lyckats fånga tonårstidens mest intensiva, frustrerande och himlastormande sidor." Priset bestod av 30 000 svenska kronor samt en handtäljd slangbella.

## Priser och utmärkelser
- 2011 - Slangbellan

### Fotnoter
1. ↑  ”Sanne Näsling”. Rabén & Sjögren. Arkiverad från originalet den 21 maj 2012. https://web.archive.org/web/20120521022823/http://www.rabensjogren.se/Alfabetiskt/T/Sanne-Torpenberg-Nasling/. Läst 11 juni 2012.
2. ↑  ”Sanne Näsling”. Libris.kb.se. http://libris.kb.se/hitlist?q=Sanne+N%C3%A4sling&r=;pers:%28N%C3%A4sling+Sanne+1983%29&p=1&f=simp&g=&s=rc&t=v&m=25&d=libris. Läst 11 juni 2012.
3. ↑  ”Kapitulera omedelbart eller dö”. Rabén & Sjögren. Arkiverad från originalet den 10 augusti 2011. https://web.archive.org/web/20110810190109/http://www.rabensjogren.se/bocker/Utgiven/2011/Var/torpenberg-nasling_sanne-kapitulera_omedelbart_eller_do-kartonnage/. Läst 11 juni 2012.
4. ↑  ”Slangbellan till Sanne Näsling”. Sveriges Television. Arkiverad från originalet den 22 mars 2012. https://web.archive.org/web/20120322055355/http://svt.se/2.27170/1.2748938/slangbellan_till_sanne_nasling. Läst 11 juni 2012.